# فیلو (کالیفرنیا)
فیلو (به انگلیسی: Philo) یک منطقهٔ مسکونی در ایالات متحده آمریکا است که در شهرستان مندوسینو، کالیفرنیا واقع شده‌است. فیلو ۵٫۲۷۵ کیلومتر مربع مساحت و ۳۴۹ نفر جمعیت دارد و ۱۰۱ متر بالاتر از سطح دریا واقع شده‌است.